# Großer Attraktor

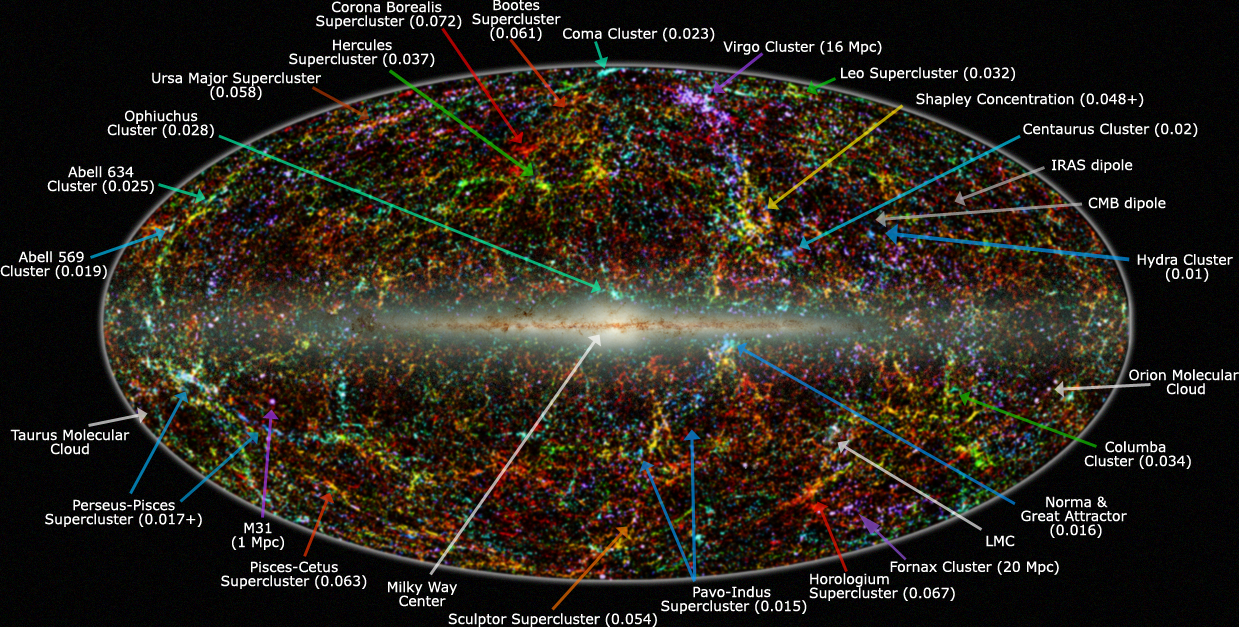
Panoramablick auf den Himmel im nahen Infrarot – die Lage des Großen Attraktors wird durch den langen blauen Pfeil angezeigt, der am rechten unteren Bildrand beginnt

Der Große Attraktor ist ein Superhaufen und eine der massereichsten bekannten Strukturen im beobachtbaren Universum. Er hat eine Masse in der Größenordnung von 10 Billiarden Sonnenmassen (1016 M☉) und ist etwa 150 bis 250 Millionen Lichtjahre von der Erde entfernt (ca. 1,4–2,4×1024 m). Das Schwerkraftzentrum liegt im Norma-Galaxienhaufen – südlich des Skorpions –, der schwer zu beobachten ist, da er von der Erde aus gesehen fast ganz in der Ebene der Milchstraße verborgen liegt (sogenannte „Vermeidungszone“ astronomischer Beobachtung, engl. Zone of Avoidance).
Diese bedeutende Gravitationsanomalie, die auf den Virgo-Superhaufen, die Große Mauer mit dem Coma-Haufen und auch den Hydra-Centaurus-Superhaufen einwirkt, wurde 1990 (nach anderen Quellen 1986) durch Unregelmäßigkeiten im Hubble-Fluss entdeckt. Das heißt, dass sich die Galaxienhaufen in diesem Bereich weniger schnell voneinander entfernen, als dies bei einer homogenen Expansion des Universums der Fall wäre.
Da die vermutliche Masse des Norma-Galaxienhaufens und anderer bekannter Strukturen allein nicht auszureichen scheint, um den Effekt zu erklären, werden weitere, durch die Milchstraße verdeckte Strukturen als Anziehungsquellen vermutet. Als möglicher Verursacher der Anziehungskräfte wird der Shapley-Superhaufen angenommen.
Im Februar 2016 gab ein von Lister Staveley-Smith geleitetes Team von Wissenschaftlern der Universität von Westaustralien sowie der australischen Curtin-Universität auf der Website des Internationalen Zentrums für Radioastronomie-Forschung (ICRAR) bekannt, 883 bisher hinter der Milchstraße verborgene Galaxien im Bereich des Großen Attraktors registriert zu haben, davon ein Drittel bisher unbekannte Galaxien. Die 250 Millionen Lichtjahre von der Erde entfernten Galaxien wurden mit einem Radioteleskop des Parkes-Observatoriums der CSIRO entdeckt, das hierzu mit einem speziellen Empfänger ausgestattet wurde. Diese Entdeckung lieferte jedoch nicht die erhoffte Erklärung für die fehlende Masse im Großen Attraktor.